# Maison Vasiljević à Valjevo
La maison Vasiljević à Valjevo (en serbe cyrillique : Кућа Васиљевића у Ваљеву ; en serbe latin : Kuća Vasiljevića u Valjevu) se trouve à Valjevo, dans le district de Kolubara en Serbie. Elle est inscrite sur la liste des monuments culturels protégés de la république de Serbie (identifiant no SK 1612),,,.

## Présentation

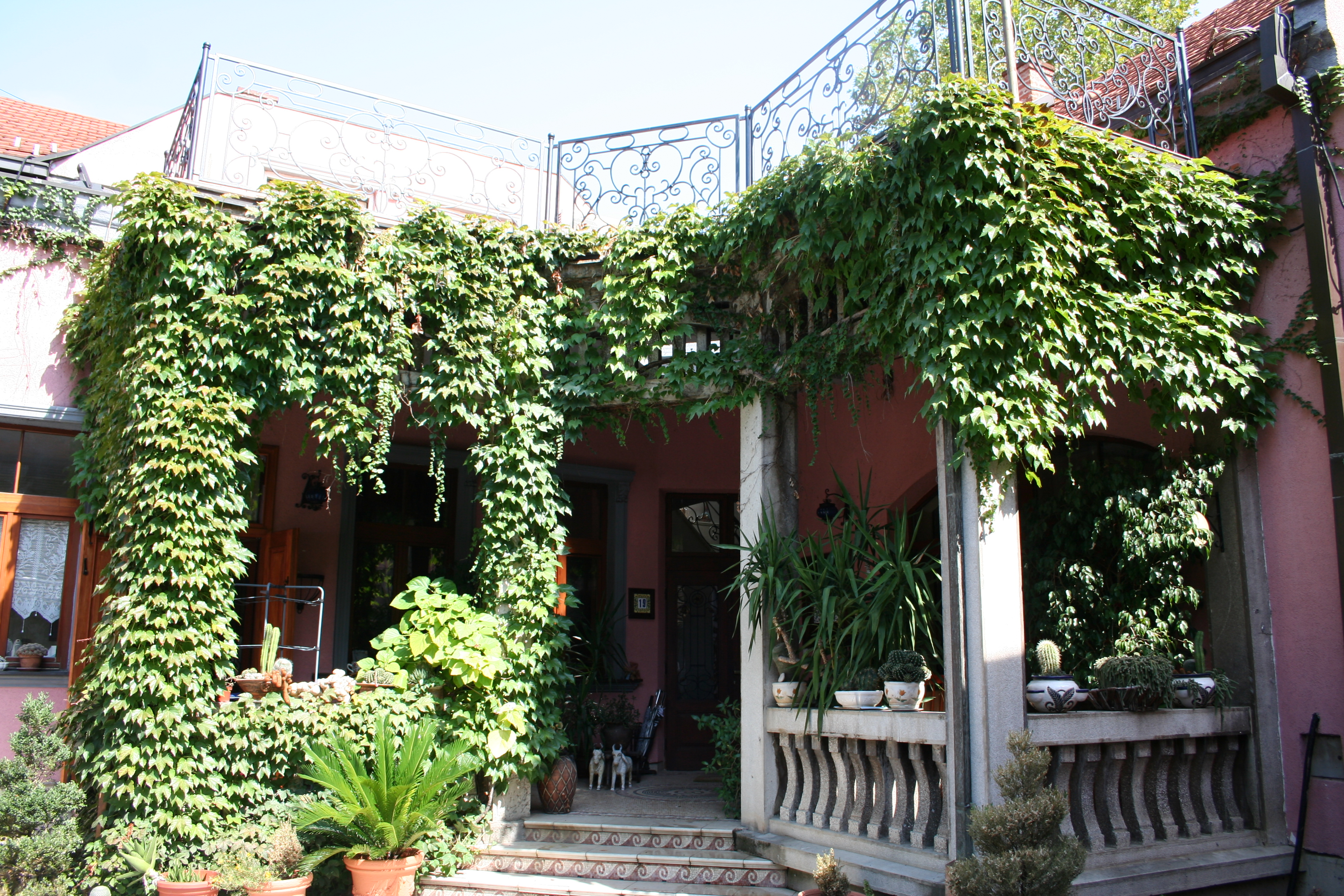
La cour de la maison.

La maison, située 19 rue Vuka Karadžića, a été construite en 1902 ; la façade sur cour a été modifiée en 1926 selon des plans de l'ingénieur Dušan Matić.
Elle s'inscrit dans un plan prenant la forme de la lettre cyrillique « Г » et est constituée d'un sous-sol, d'un rez-de-chaussée et d'un grenier. La façade sur rue est richement ornée ; elle est dominée deux grandes fenêtres de style néo-baroque soutenues par des balustres, surmontées de consoles profilées et encadrées par des pilastres surmontés de figures géométriques. La corniche est elle aussi ornée de motifs géométriques qui contribuent à la décoration de la façade.
La cour, dotée d'un bassin central, était autrefois conçue pour évoquer un jardin à l'anglaise.